# Vrboec
Vrboec (makedonska: Врбоец) är en ort i Nordmakedonien. Den ligger i kommunen Kruševo, i den centrala delen av landet, 70 kilometer söder om huvudstaden Skopje. Vrboec ligger 688 meter över havet och antalet invånare är 371.